# Kościół Szwecji
Kościół Szwecji (szw. Svenska kyrkan) – jeden z największych Kościołów luterańskich na świecie i największe wyznanie w Szwecji. Według danych z 2021 r. liczył 5,6 mln wiernych. Do 2000 r. miał charakter Kościoła państwowego. Teologicznie nawiązuje do nauczania ojca reformacji, Marcina Lutra. Kościół Szwecji, w którym mimo reformy biskupi zachowali władzę w diecezjach, a liturgia uległa jedynie niewielkim modyfikacjom, prezentuje umiarkowane skrzydło luterańskiej reformacji.
Kościół należy do Światowej Federacji Luterańskiej. Na mocy Ugody z Porvoo z 1992 r. utworzono Wspólnotę Porvoo, wspólnotę ambony i ołtarza dwunastu Kościołów anglikańskich i luterańskich, m.in. Kościołów Wielkiej Brytanii i Irlandii.

## Historia

### Chrześcijaństwo w średniowieczu

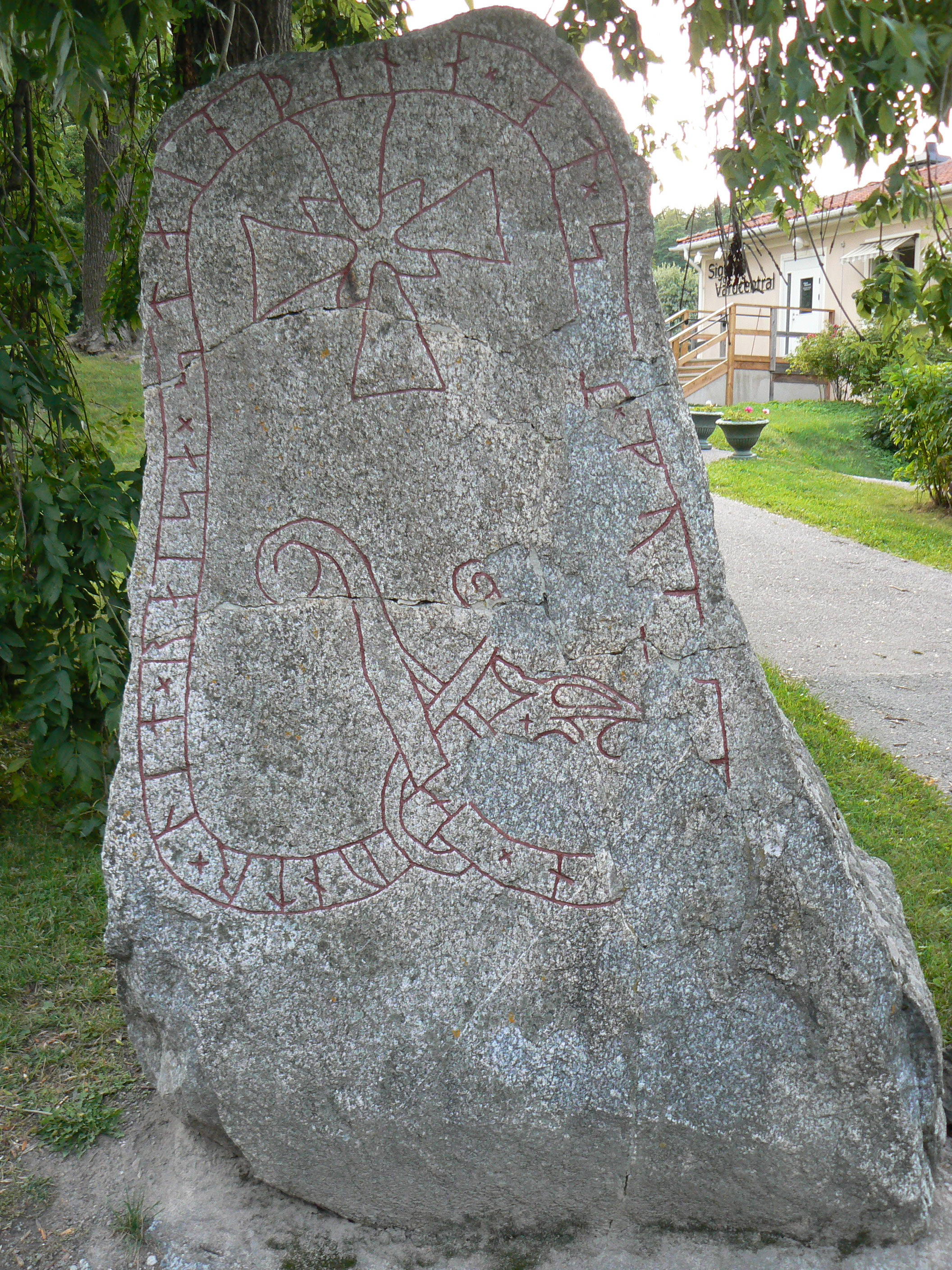
Chrześcijański kamień runiczny z XI wieku w Sigtunie

Szwecja to jedno z najpóźniej schrystianizowanych państw Europy. Co prawda handlowcy przynosili do królestwa wiedzę na temat nowej wiary dość wcześnie, jednak większość Szwedów nie miała bliższego kontaktu z chrześcijaństwem aż do VIII wieku. Pierwszym znanym misjonarzem południowej części Półwyspu Skandynawskiego był niemiecki mnich Ansgar, nazywany często Apostołem Szwedów, który głosił Ewangelię i zorganizował struktury kościelne w Birce nieopodal Sztokholmu w IX w. Konsekrował m.in. Gautberta na biskupa Szwecji. Po powrocie do kraju Ansgar został pierwszym arcybiskupem Hamburga.
Kontakty ze światem chrześcijańskim zintensyfikowały się w erze wikingów, czyli na przełomie IX i X wieku. Wielu z nich osiedliło się w Brytanii, Normandii i Rusi. Ci, którzy za granicą przyjęli nową wiarę i wrócili do ojczyzny, propagowali ją w rodzinnym kraju. Pojawili się także kolejni misjonarze z Anglii, Francji i Niemiec. Zdarzało się, że dochodziło do konfliktów między przybyszami z różnych krajów, choć na ogół działali oni w różnych regionach państwa. Nie można też zapomnieć o kontaktach Skandynawów z chrześcijaństwem wschodnim.
Pierwszym chrześcijańskim królem Szwecji był Olof Skötkonung. Święty Zygfryd ochrzcił go w studni należącej do Husaby, królewskiej posiadłości niedaleko Skary. Zdarzenie to miało miejsce ok. roku 1000. Wielu biskupów konsekrowanych w XI wieku otrzymało święcenia z rąk misjonarzy angielskich. Byli wśród nich święci Eskil z Eskilstuna, David z Västerås i Henry, biskup Uppsali; Osmund, którego pochowano w katedrze w Ely. Być może z Anglii pochodził pierwszy arcybiskup Uppsali, Stefan (należał do cystersów, którzy w XII w. założyli w Szwecji swoje pierwsze klasztory, m.in. w Alvastra i Varnhem). Wiele manuskryptów potwierdza angielski charakter wczesnej architektury kościelnej w Szwecji oraz ówczesnej liturgii.
W wieku XII i XIII szwedzkie chrześcijaństwo zacieśniło więzy z chrześcijaństwem niemieckim, którego wpływy stały się dominujące. W tym samym czasie Kościół wzmocnił swoją pozycję w kraju i blisko związał się z Koroną i magnaterią. Znana na całym świecie stała się św. Brygida Szwedzka, mistyczka i założycielka zakonu brygidek, której szczątki spoczywają w opactwie Vadstena.

### Reformacja i nowożytność
W czasie Reformacji w północnej Szwecji szybko rozprzestrzeniły się nauki mnicha z Wittenbergi. Pomógł w tym fakt, że bardzo wielu szwedzkich księży studiowało wtedy w Niemczech. Nie bez znaczenia było wynalezienie druku, a także dążenie króla Gustawa I Wazy do uniezależnienia się od wpływów Rzymu na podobieństwa Henryka VIII. Reformacja wprowadziła nowy porządek nabożeństwa pt. Liturgia svecanae ecclesiae catholicae et orthodoxae. Jej tekst opublikowano po łacinie i szwedzku w księdze Den Röda Boken. Wstęp do nowego modlitewnika napisał ks. Laurentius Petri, pierwszy ewangelicki arcybiskup Uppsali. Sama liturgia była jednak owocem współpracy króla Jana III i jego sekretarza Petrusa Fechta, ucznia Filipa Melanchtona.
XVI-wieczna odnowa Kościoła Zachodniego sprawiła, że kontakty między Szwecją a Anglią nie tylko przetrwały, ale też uległy wzmocnieniu. W XVII wieku Johannes Gezelius dostrzegał np. duże podobieństwo między Kościołem Anglii a Kościołem Szwecji. Brytyjskim handlarzom pozwolono nawet na odprawianie w leżącym blisko rosyjskiej granicy mieście Narva nabożeństw zgodnie z liturgią Modlitewnika powszechnego. Innymi znanymi anglofilami byli Jacob Serenius, proboszcz szwedzkiej parafii w Londynie oraz Jesper Svedberg, biskup Skara. John Robinson, biskup Londynu, forsował w 1718 r. unię między obydwoma Kościołami. Wtórował mu hrabia Gyllenberg, ówczesny ambasador szwedzki w Anglii. Jednak na unię nie chcieli się zgodzić luterańscy biskupi. Dla nich Kościół Anglii był zbyt kalwiński, a reformowane wpływy postrzegane były jako większe zło, niż doktryna rzymska czy prawosławna.
Pietyzm dotarł do Szwecji w XIX wieku, głównie dzięki Carlowi Otto Roseniusowi, świeckiemu kaznodziei, głoszącemu na północy kraju, który zaprzyjaźnił się podczas pobytu w Sztokholmie z angielskim metodystą George’em Scottem. Rosenius stał się niezwykle wpływowym publicystą wśród pietystów, którzy utworzyli Narodowy Instytut Ewangelicki (Evangeliska Fosterlands-Stiftelsen), instytucję posiadającą własne kaplice, kaznodziejów a nawet zagraniczne misje, ale pozostającą przez długi okres w ramach Kościoła Szwecji. W ostateczności pietyzm doprowadził do powstania niezależnego Szwedzkiego Kościoła Przymierza (Svenska Missionsförbundet). W tym czasie do królestwa zaczęły napływać inne wyznania protestanckie: metodyści, baptyści, kwakrzy i żołnierze Armii Zbawienia. Za sprawą emigrantów zaczął się rozwijać także Kościół rzymskokatolicki. Obecnie Szwedzka Rada Chrześcijańska (Sveriges Kristna Råd) liczy 23 przedstawicieli, w dużej mierze maleńkich wspólnot.

## Struktura

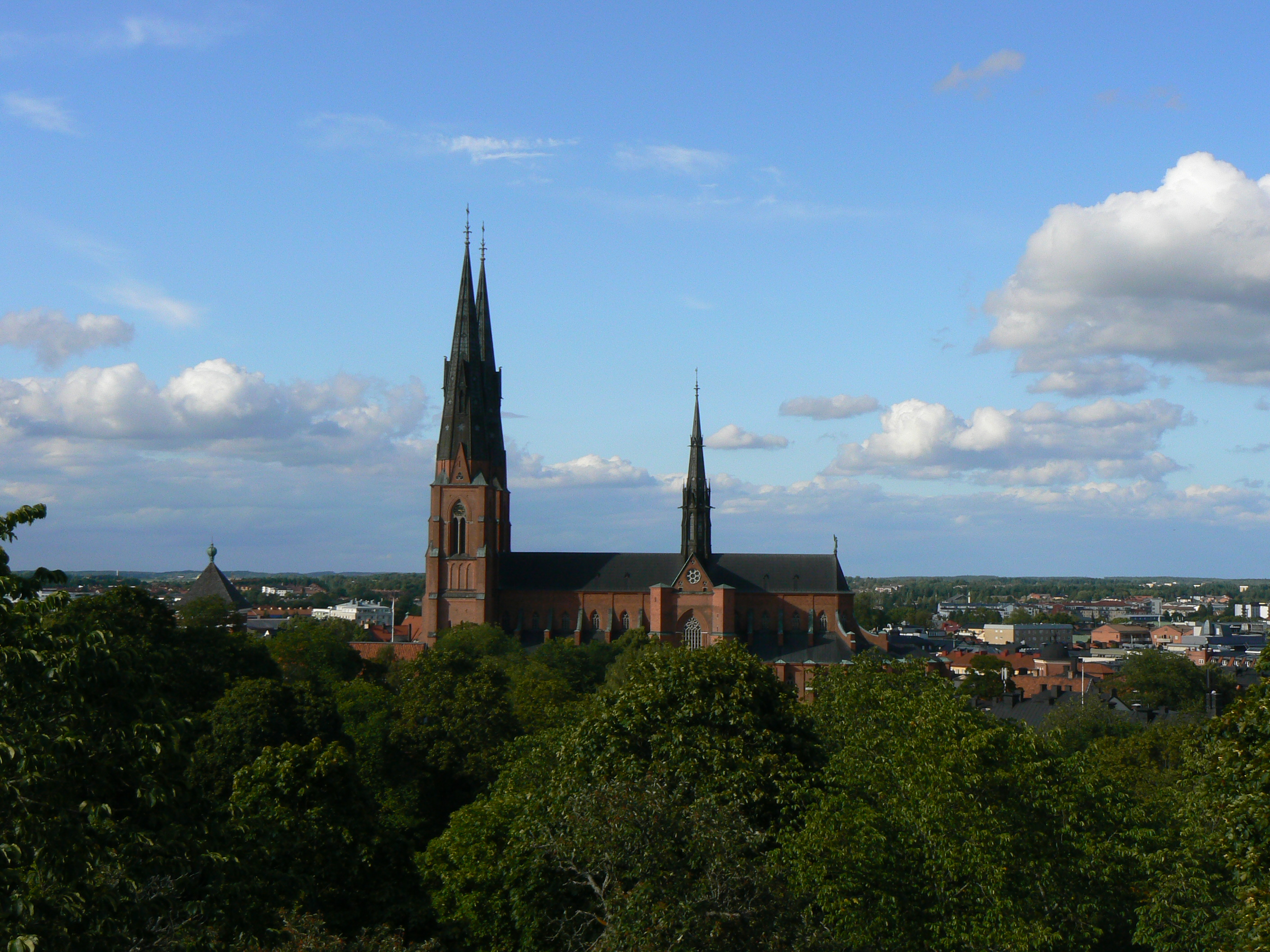
Katedra w Uppsali – narodowe sanktuarium Szwecji

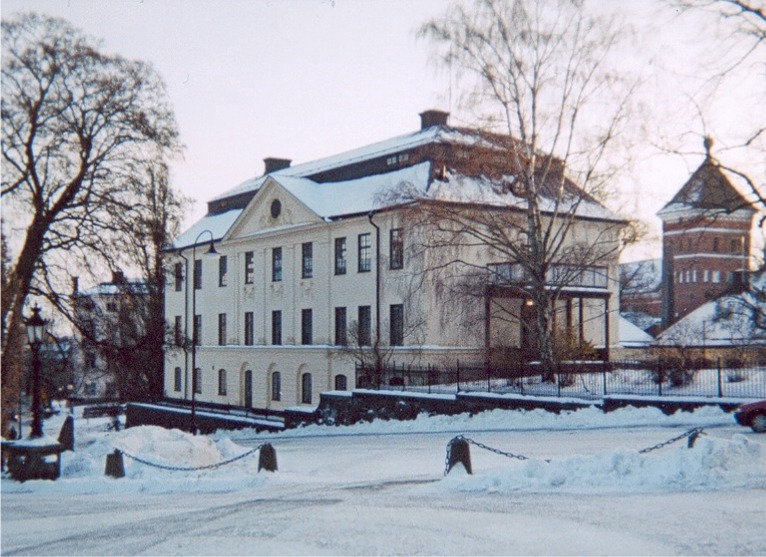
Pałac arcybiskupi w Uppsali

Na Kościół Szwecji składa się 13 diecezji. Każdą zarządza biskup, do którego obowiązków należy ordynowanie księży i diakonów oraz wizytowanie wszystkich parafii. Biskupi wybierani są przez księży i laikat w stosunku głosów 1:1. W posłudze biskupiej wspomagani są przez kapitułę katedralną (domkapitlet) i synod diecezjalny (stiftsstyrelse). Składająca się z duchownych i świeckich kapituła kontroluje czy parafie i kler trzymają się doktryny i praktyki Kościoła Szwecji. Instytucja ta zastąpiła biskupów sufraganów i archidiakonów. Dziekani katedr pełnią funkcję biskupich zastępców.
Na szczeblu krajowym, zwierzchnikiem Kościoła jest arcybiskup Uppsali, który reprezentuje wspólnotę na arenie międzynarodowej i ekumenicznej. Może też przemawiać w imieniu wszystkich biskupów. Ciałem decyzyjnym jest jednak Zgromadzenie Kościelne (Kyrkomötet). Liczy ono 251 członków i zbiera się dwa razy do roku decydując o wszystkich sprawach związanych z życiem kościelnym. Zgromadzenie powołuje także tzw. Centralny Komitet. Kwestia finansów jest odzwierciedleniem wieloletnich ścisłych powiązań Kościoła i państwa. Każdy wierny zobowiązany jest do płacenia składki kościelnej, pobieranej przez państwo wraz z podatkami i przekazywanymi następnie Kościołowi m.in. na utrzymanie zabytkowych budynków będących w jego posiadaniu. Kościół może też otrzymać dodatkowe pieniądze, jednak za każdym razem musi przedstawić uzasadnienie sporządzone przez ekspertów. Na wysokość składki wpływ mają same parafie oraz synod diecezjalny. To rozwiązanie dotyczy także innych wspólnot wyznaniowych, w tym Kościoła rzymskokatolickiego. Ponieważ jednym z obowiązków Kościoła luterańskiego jest organizowanie pogrzebów dla wszystkich Szwedów i zapewnienie im miejsca pochówku, każdy podatnik odprowadza pewną sumę pieniędzy na ten cel. Także ta kwota pobierana jest przez państwo w ramach podatków.

### Diecezje

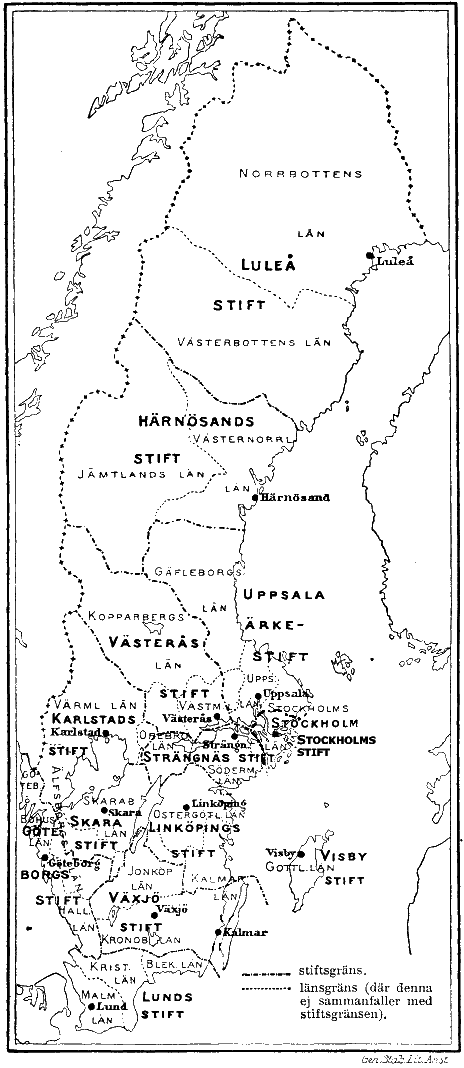
Mapa szwedzkich diecezji z 1907 r.

| Diecezja            | Stolica   | Katedra                            | Biskup |
| ------------------- | --------- | ---------------------------------- | --- |
| Diecezja Uppsali    | Uppsala   | Katedra w Uppsali                  | abp Antje Jackelén bp Karin Johannesson                                                                                      |
| Diecezja Linköping  | Linköping | Katedra w Linköping                | bp Martin Lind |
| Diecezja Skary      | Skara     | Katedra w Skarze                   | bp Erik Aurelius |
| Diecezja Strängnäs  | Strängnäs | Katedra w Strängnäs                | bp Hans-Erik Nordin |
| Diecezja Västerås   | Västerås  | Katedra w Västerås                 | bp Thomas Söderberg |
| Diecezja Växjö      | Växjö     | Katedra w Växjö                    | bp Jan-Olof Johansson |
| Diecezja Kalmaru    | Kalmar    | Katedra w Kalmarze                 | W latach 1603–1678 jako superintendentura; w latach 1678–1915 jako samodzielna diecezja; obecnie włączona do Diecezji Växjö. |
| Diecezja Lund       | Lund      | Katedra w Lund                     | bp Johan Tyrberg |
| Diecezja Göteborga  | Göteborg  | Katedra w Göteborgu                | bp Carl Axel Aurelius |
| Diecezja Mariestad  | Mariestad | Katedra w Mariestad                | W latach 1580–1646 jako superintendentura; zastąpiona diecezją Karlstad.                                                     |
| Diecezja Karlstad   | Karlstad  | Katedra w Karlstad                 | bp Esbjörn Hagberg |
| Diecezja Härnösand  | Härnösand | Katedra w Härnösand                | bp Tony Guldbrandzén |
| Diecezja Luleå      | Luleå     | Katedra w Luleå                    | bp Hans Stiglund |
| Diecezja Visby      | Visby     | Katedra w Visby                    | bp Lennart Koskinen |
| Diecezja Sztokholmu | Sztokholm | Katedra św. Mikołaja w Sztokholmie | bp Andreas Holmberg |

## Terminologia kościelna

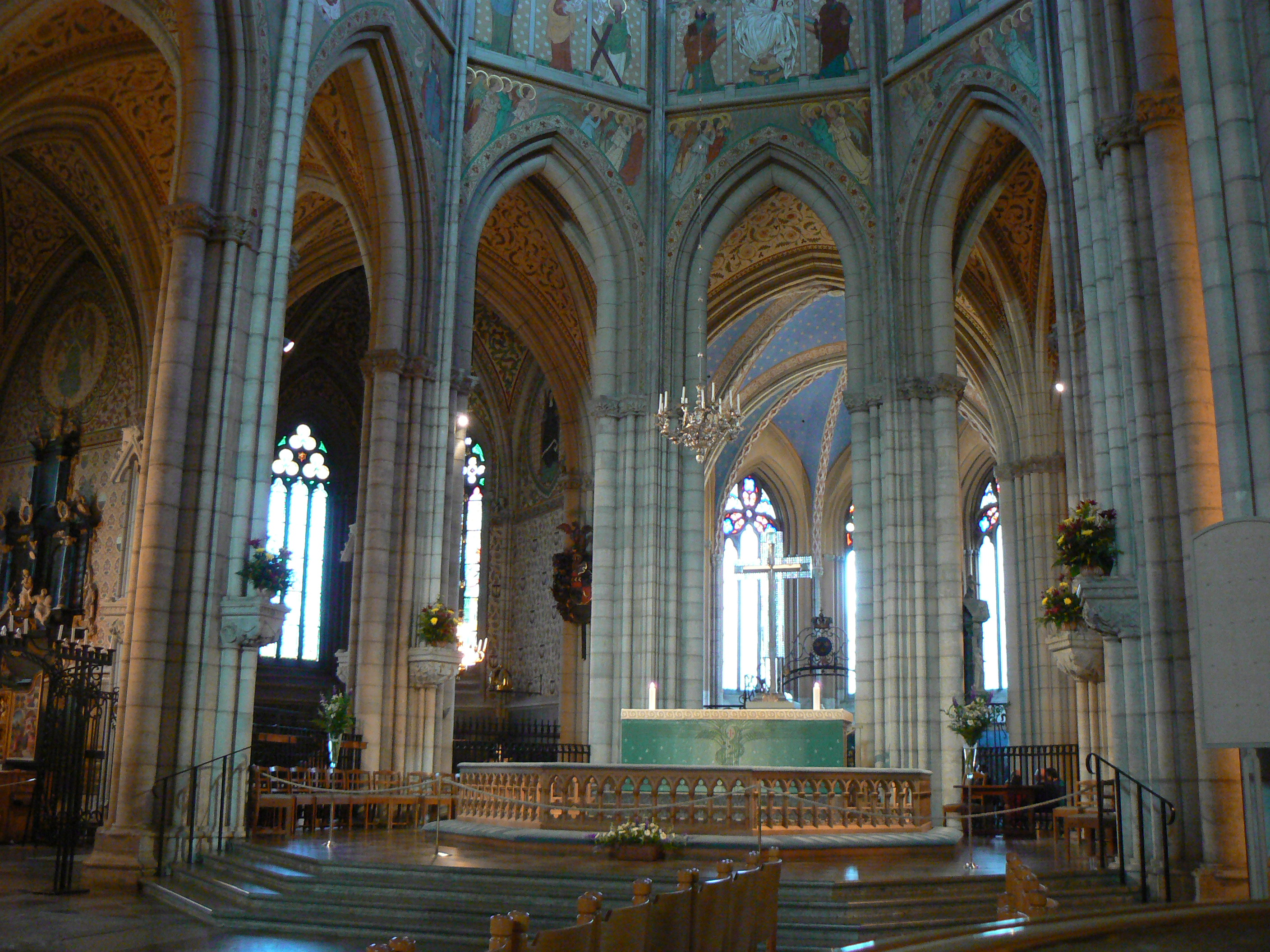
Prezbiterium katedry w Uppsali

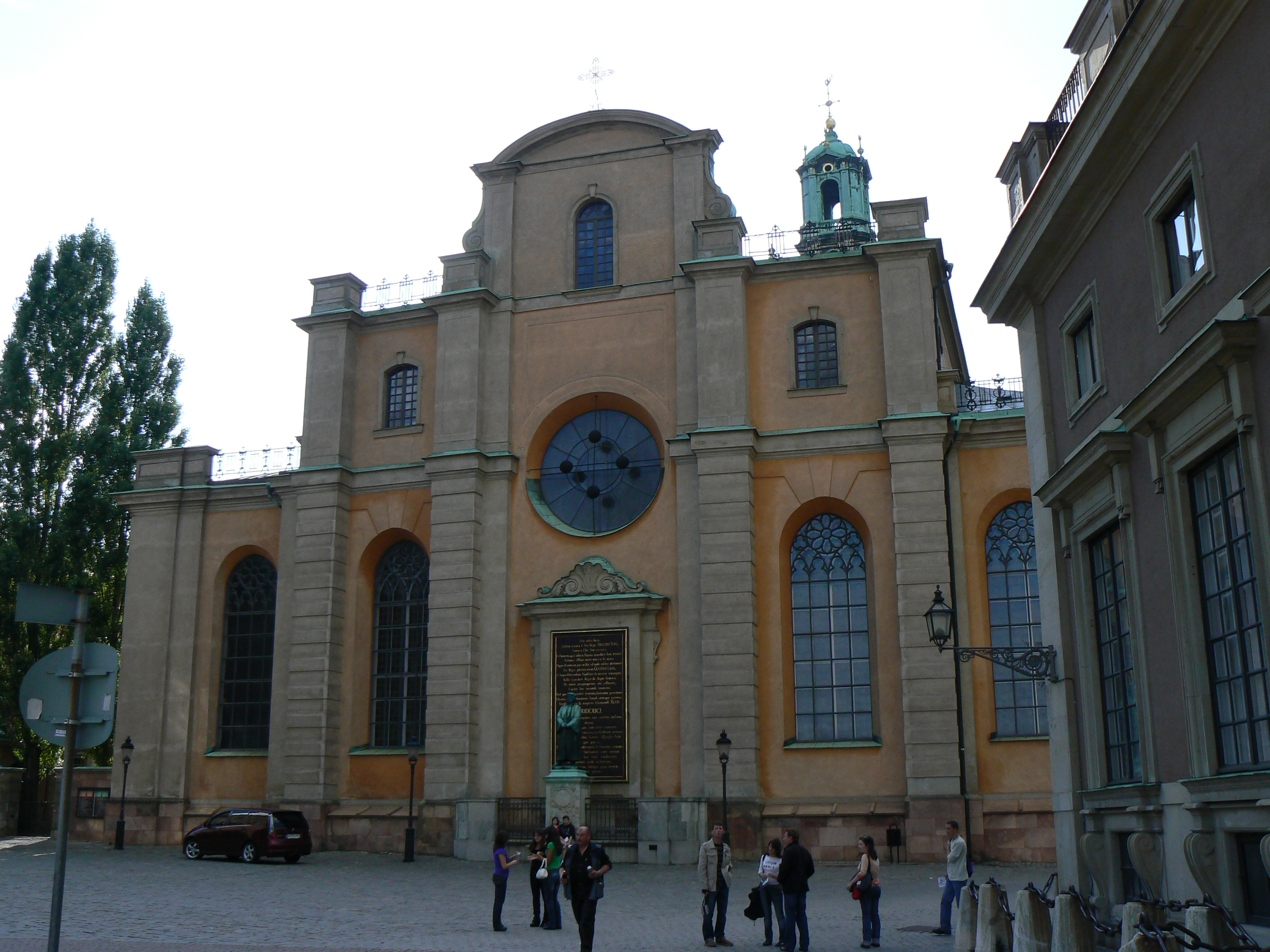
Sztokholmska katedra jest nierozerwalnie związana z religijnym życiem rodziny królewskiej

Religijna terminologia stosowana przez Szwedów może być myląca, szczególnie dla przybysza z kraju o tradycjach katolickich, w których istnieje wyraźna różnica werbalna między katolicką „mszą” a protestanckim „nabożeństwem”. Szwedzkie słowo mässa to jedynie pozostałości średniowiecznej terminologii kościelnej. Tradycyjnie oznacza ono główne nabożeństwo niedzielne. W przeszłości na ogół nie sprawowano podczas niego sakramentu Ołtarza. Sytuacja zmieniła się jednak wraz ze spopularyzowaniem w świecie nierzymskokatolickim nabożeństw eucharystycznych.
Współcześnie w Kościele Szwecji funkcjonują następujące określenia nabożeństw:
- mässa – oznacza msze czyli współcześnie po prostu nabożeństwo komunijne (nabożeństwo z sakramentem Ołtarza),
- högmässa – Wielka Msza czyli nabożeństwo komunijne w niedzielę i święta,
- högmässogudstjänst – nabożeństwo Słowa Bożego,
- söndagsgudstjänst – nabożeństwo niedzielne o uproszczonej liturgii,
- familjegudstjänst – uproszczone nabożeństwo dla całych rodzin,
- helgsmålsbön – krótkie nabożeństwo wieczorne, połączone z biciem w dzwony, odprawiane w niedzielę i święta.

Tradycyjnie Kościół Szwecji zaprasza do Wieczerzy Pańskiej wszystkich ochrzczonych uczestników nabożeństwa. Dotyczy to także dzieci, jeśli przystępują do komunii pod opieką dorosłych. Każde nabożeństwo komunijne prowadzone jest przez duchownego – mężczyznę lub kobietę – ordynowanego przez szwedzkiego biskupa. Inne nabożeństwa mogą być sprawowane także przez świeckich.

## Kościół w XXI w.

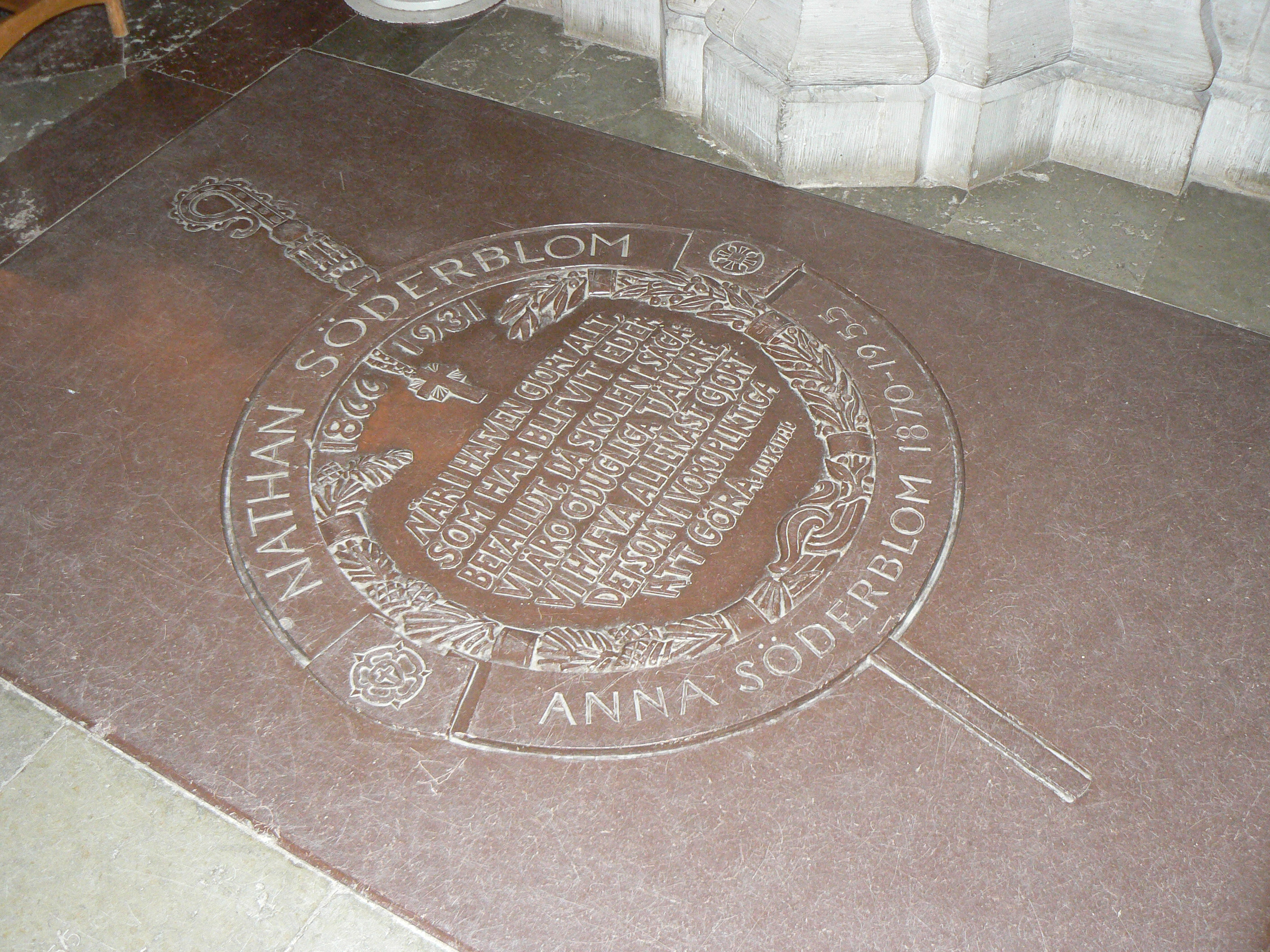
Grób prymasa Nathana Söderbloma w uppsalskiej katedrze

Laureat pokojowej nagrody Nobla i zwierzchnik Kościoła w latach 1914–1931 – prymas Nathan Söderblom, uważany jest za jednego z prekursorów ekumenizmu. Inicjatywa, z jaką wystąpił w 1925 roku podczas konferencji w Sztokholmie stała się podwaliną pod utworzenie w 1945 r. Światowej Rady Kościołów. Sprawiła też, że ekumenizm stał się jednym z najważniejszych wyzwań stojącym przed współczesnym chrześcijaństwem.
Abp Söderblom prowadził panskandynawską i bałtycką politykę kościelną, zgodnie z którą Kościół Szwecji miał się stać pomostem dla zjednoczenia luteranów, anglikanów i katolików poprzez wzajemne rozpoznanie sukcesji apostolskiej. Prymas Szwecji konsekrował biskupów dla Estonii i Łotwy, przez co tamtejsze Kościoły luterańskie odzyskały sukcesję episkopalną. Krok ten umożliwił Kościołowi Anglii na nawiązanie bliższych relacji z Kościołami Szwecji, Finlandii, Estonii i Łotwy oraz trochę chłodniejszych z Kościołami Danii, Norwegii i Islandii.
We współczesnym świecie chrześcijańskim Kościół Szwecji postrzegany jest jako instytucja bardzo liberalna. Ma o tym świadczyć chociażby fakt, że szwedzcy luteranie ordynują kobiety nie tylko na księży, ale także na biskupów. Wiele niezadowolenia wśród konserwatystów wzbudziła akceptacja przez Kościół małżeństw jednopłciowych. Od roku 2006 Kościół Szwecji udziela błogosławieństw oraz małżeństw parom homoseksualnym i dopuszcza ordynację homoseksualistów pozostających w związkach jednopłciowych. Szwedzki luteranizm od kilku lat boryka się z problemem braku powołań. Pewien ratunek stanowi ich nadmiar w sąsiedniej Danii.
15 października 2013 na urząd arcybiskupa Uppsali i prymasa w została wybrana Antje Jackelén, pierwsza kobieta w historii Kościoła Szwecji.
W roku 2015 monastyczna wspólnota pw. Świętej Trójcy z Berget zapowiedziała swoją konwersję do Kościoła rzymskokatolickiego. Wspólnota ta postanowiła podlegać pod Katolicką diecezję Sztokholmu i bp. Andreasowi Aboreliusowi, nie poinformowała także o rozmowach prowadzonych z watykańską Kongregacją Nauki Wiary. W efekcie prymaska Kościoła Szwecji abp Antje Jackelén została postawiona przed faktem dokonanym. W Szwecji co roku około od 50 do 100 osób konwertuje na katolicyzm.